# Villa Comaltitlán
Villa Comaltitlán är en ort i Mexiko, och administrativ huvudort i kommunen Villa Comaltitlán i delstaten Chiapas.  Villa Comaltitlán ligger 34 meter över havet och antalet invånare är 7 944.
Terrängen runt Villa Comaltitlán är varierad. Runt Villa Comaltitlán är det ganska tätbefolkat, med 80 invånare per kvadratkilometer. Närmaste större samhälle är Huixtla, 14,4 km sydost om Villa Comaltitlán. Omgivningarna runt Villa Comaltitlán är en mosaik av jordbruksmark och naturlig växtlighet.